# Malá saintgermainská smlouva
Malá saintgermainská smlouva (nebo též Minoritní saintgermainská smlouva) je zkrácené označení Smlouvy mezi čelnými mocnostmi spojenými i sdruženými a Československem, podepsaná v Saint-Germain-en-Laye dne 10. září 1919, kterou byla Podkarpatská Rus začleněna do Československa. Československo se zavázalo vytvořit na území Rusínů jihokarpatských v hranicích, určených čelnými mocnostmi, samosprávnou jednotku, která bude vybavena nejširší samosprávou slučitelnou s jednotností státu československého (splněno až v prosinci 1938), vytvořit zvláštní sněm (volby do sněmu proběhly 12. února 1939) a poskytnout všem obyvatelům úplnou a naprostou ochranu jejich života a jejich svobody.
Mírová smlouva nestanovovala lhůtu k provedení autonomie, ani sankci za její nenaplnění.
Co se týkalo menšinových závazků, Československo se smlouvou zavázalo, že právě menšinová ustanovení obsažená v článcích 2 až 8 první hlavy smlouvy „budou uznána za základní zákony“, tj. že budou součástí československé ústavy.  Navíc mělo zajistit, že „žádný zákon, žádné nařízení, ani žádný úkon úřední nebude v odporu nebo nesouhlase s těmito ustanoveními a že žádný zákon, žádné nařízení, ani žádný úkon úřední proti nim nebude míti moci“. St. Germainská menšinová smlouva požadovala pro všechny obyvatele československého státu rovnost před zákonem a základní občanská práva, a to bez ohledu na jejich státní příslušnost, jazyk, rasu nebo náboženské vyznání.
Všichni obyvatelé Československa měli mít zároveň podle smlouvy právo, aby volně vyznávali jak veřejně, tak soukromě jakékoli vyznání, náboženství nebo víru, „jejichž vykonávání nebude v neshodě s veřejným pořádkem a dobrými mravy.“ Československo se též zavázalo poskytnout osobám německé či maďarské národnosti státní občanství, pokud měly na území, které se stalo na základě mírových smluv s Německem, Rakouskem a (stále nepodepsané s Maďarskem) součástí Československé republiky,  ke dni účinnosti smlouvy své bydliště či domovské právo.
Zároveň však na základě mírových či později uzavřených dvoustranných smluv mohly tyto osoby starší 18 let optovat pro státní občanství sousedních států. Opce manželova zahrnovala opci manželky a opce rodičů opci jejich dětí, kterým ještě nebylo osmnáct let. Osoby, které ale využily tohoto práva opce, měly být zároveň povinny ve dvanácti následujících měsících přenésti své bydliště do státu, pro který optovaly. Neměly však automaticky ztrácet vlastnické právo k nemovitostem, které měly na území československém a mohly si „odvézti všeliký svůj majetek movitý“. Smlouva umožňovala, aby si Československo zvolilo oficiální (státní) jazyk, menšinám však mělo být bez omezení povoleno užívat svého mateřského jazyka v soukromém a obchodním životě, ve věcech týkajících se náboženství a při výkonu občanských práv, zejména svobody projevu, shromažďovací a spolčovací.
Rozdíl v náboženství či jazyku neměl být nikomu na újmu při zastávání veřejných funkcí či výkonu povolání nebo provozování živnosti a podnikání. Za určitých podmínek pak mělo Československo za povinnost zajistit přiměřeně i menšinové školství (veřejné vyučování) a stanovit podmínky pro užívání menšinového jazyka zejména ve vztahu k soudům, popřípadě i státním úřadům. V této souvislosti smlouva obsahovala princip, že tak československá vláda musí učinit ve městech a okresech, kde byl „usedlý značný zlomek československých příslušníků jiného jazyka než českého“. Jak velký tento zlomek bude, nicméně mělo stanovit až následné československé zákonodárství a to počítalo s 20 procenty menšinového obyvatelstva v soudním okrese. Československo však zároveň mohlo nařídit povinné vyučování českého jazyka. V okresech, kde žil výše zmíněný „značný zlomek příslušníků československých, náležejících k menšinám ethnickým, náboženským neb jazykovým“, mělo Československo těmto menšinám zajistit  „slušný podíl v požitku a v použití částek, které mají býti vynaloženy na výchovu, náboženství neb lidumilnost z veřejných fondů podle rozpočtu státního, rozpočtů obecních neb jiných“. Výslovně smlouva stanovila, že příslušníci menšin budou mít rovná práva, „aby vlastním nákladem zakládali, řídili a pod dozorem měli ústavy lidumilné, náboženské neb sociální, školy a jiné ústavy výchovné s právem používati tam volně svého jazyka a svobodně tam vykonávati své náboženství.“
Československo závazky naplnilo zejména přijetím hlavy VI. ústavní listiny z 29. února 1920 a zvláštního jazykového zákona, který byl prohlášen za součást ústavní listiny.